# Bílý Potok
Bílý Potok (in tedesco Weißbach) è un comune della Repubblica Ceca facente parte del distretto di Liberec, nella regione omonima.
La città è bagnata dal fiume Wittig.